# Pietrapaola
Pietrapaola ist eine italienische Gemeinde in der Provinz Cosenza in der Region Kalabrien mit 1004 Einwohnern (Stand 31. Dezember 2023).
Pietrapaola liegt 123 km östlich von Cosenza.
Die Nachbargemeinden sind Bocchigliero, Calopezzati, Caloveto, Campana, Longobucco und Mandatoriccio.
Mit der deutschen Stadt Warstein unterhält Pietrapaola seit dem 2. September 2001 eine offizielle Städtefreundschaft.

## Sehenswürdigkeiten
In der Gegend um den Ort gibt es prähistorische Grotten. Im Ortsteil Le Muraglie sieht man römische Ruinen.